# Mohamed Ahmed-Chamanga
Mohamed Ahmed-Chamanga es un lingüista, escritor, investigador, político y profesor de Islas Comoras. Nació en Ouani (Nzwani) en 1952. 
Ha trabajado mucho para dar a conocer la cultura comorana y en 2006 fue candidato a la elección presidencial.
Tras sus estudios secundarios, se diplomó en filología suajili y árabe, y viajó a Madagascar y luego a Francia donde cursó estudios de lingüística. Propuso en 1976 un método de trascripción del shikomori, y comenzó a escribir artículos en esta lengua bantú. Más tarde, publicó su tesis «Le Shindzuani (Comores): Phonologie, morphologie, lexique» (1991). Ha redactado muchos artículos sobre el shikomori y trascrito muchos cuentos comoranos.
Actualmente es profesor de comorano en el «Institut National des Langues et Civilisations Orientales» (INALCO) de París, colaborador del «Centre National de Documentation et de Recherche Scientifique» (CNDRS, Moroni y Ouani) y profesor de la Universidad de las Comoras desde su creación. 